# Benedetta Craveri
Adele Benedetta Craveri (Roma, 23 settembre 1942) è una critica letteraria, scrittrice e saggista italiana.

## Biografia
Figlia di Raimondo Craveri ed Elena Croce (figlia a sua volta di Benedetto Croce), allieva di Giovanni Macchia, si laurea in lettere (1969) all'università di Roma, divenendo una delle massime studiose italiane di lingua e letteratura francese, materia che insegnerà prima presso l'Università della Tuscia (Viterbo) e successivamente presso l'Università degli Studi Suor Orsola Benincasa (Napoli). Ha insegnato, in qualità di professoressa invitata, all'Università della Sorbona nel 2007.
Dopo avere curato il programma culturale Spazio Tre - Terza Pagina per Rai Radio 3, acquista notorietà internazionale come autrice di saggi e monografie sulla vita intellettuale dei salotti francesi che, in età moderna, hanno ruotato attorno alla corte di Versailles (Madame du Deffand e il suo mondo e La civiltà della conversazione). Il successo e la diffusione anche all'estero delle sue opere, in cui spiccano sempre i ruoli femminili, poggia sull'abile connubio di un'esposizione brillante con il rigore della trattazione storica. Profonda conoscitrice del neoclassicismo transalpino del Settecento e dei primi anni dell'Ottocento, ha curato per Einaudi un'edizione delle poesie di André Chénier.
Dal 2016 socia corrispondente e dal 2024 socia nazionale dell'Accademia dei Lincei nonché già membro del Consiglio Scientifico dell'Istituto dell'Enciclopedia Italiana, è membro del Consiglio di amministrazione della Fondazione Benedetto Croce a Napoli e integra l'attività accademica con la collaborazione alle pagine culturali di quotidiani e periodici internazionali, fra cui La Repubblica, la New York Review of Books e la Revue d'histoire littéraire de la France.
È stata insignita dell’Ordine al Merito di Commendatore della Repubblica italiana, e in Francia del riconoscimento di ufficiale dell'Ordre des Arts et des Lettres della Repubblica francese. Nel 2017 ha ricevuto dall'Académie Française il prestigioso Prix mondial Cino del Duca.
Nel 2022 è stata insignita del prestigioso Premio Bagutta per il romanzo La contessa ispirato alla vita della nobildonna Virginia Oldoini.

## Vita privata
Madre di Margherita e Isabella d'Amico, nate dal matrimonio con il critico e saggista Masolino d'Amico, Benedetta Craveri ha poi sposato un diplomatico francese, Benoît d'Aboville. Vive dividendosi fra Napoli, Roma e Parigi.

## Opere

### Libri
- Madame du Deffand e il suo mondo, Milano, Adelphi, 1982, ISBN 88-459-1614-6. Premio Speciale Viareggio Opera prima di Saggistica[2]
- La civiltà della conversazione, Milano, Adelphi, 2001, ISBN 88-459-1617-0. Premio Nazionale Letterario Pisa per la Saggistica;[3]
- Amanti e regine. Il potere delle donne, Milano, Adelphi, 2005, ISBN 88-459-1999-4.
- Maria Antonietta e lo scandalo della collana, Milano, Adelphi, 2006, ISBN 978-88-459-2105-6.
- Gli ultimi libertini, Milano, Adelphi, 2016, ISBN 978-88-459-3036-2.
- La contessa. Virginia Verasis di Castiglione, La Collana dei casi n.141, Milano, Adelphi, 2021, ISBN 978-88-459-3619-7.

### Curatele, prefazioni, traduzioni
- André Chénier, Poesie, introduzione e traduzione di B. d'Amico Craveri (testo originale a fronte), Torino, Einaudi, 1976.
- Charlotte Aïssé, Lettere di mademoiselle Aïssé a madame C, a cura di B. Craveri, Milano, Adelphi, 1984, ISBN 978-88-459-0572-8.
- Vita privata del maresciallo di Richelieu, a cura di B. Craveri, Milano, Adelphi, 1989, ISBN 978-88-459-0700-5.
- Bernard Minoret e Claude Arnaud, Salotti, a cura di B. Craveri, Torino, Einaudi, 1990, ISBN 978-88-06-11795-5.
- Élisabeth Vigée Le Brun, Memorie di una ritrattista, introduzione di B. Craveri, Milano, Mursia, 1990, ISBN 88-425-0716-4. - Milano, Abscondita, 2006, ISBN 88-8416-135-5.
- Denis Diderot, Il sogno di d'Alembert, introduzione e nota bibliografica di B. Craveri (testo originale a fronte), Milano, Rizzoli, 1996, ISBN 88-17-17119-0.
- Madame de Staël, Dieci anni d'esilio, introduzione di B. Craveri, Locarno, Armando Dadò, 2006, ISBN 88-8281-203-0.
- Isabelle de Charrière, Lettres de Lausanne. Et autres récits épistolaires, suivis d'un essai de Sainte-Beuve, Préface de B. Craveri, Paris, éditions Rivages, 2006.
- Madame de Duras, Ourika, a cura di B. Craveri, Milano, Adelphi, 2009, ISBN 978-88-459-2459-0.